# 極限chop
《極限chop》，是日本樂團B'z的第26張單曲。

## 簡介
- 第10張專輯Brotherhood發售前，先行發售這張單曲。
- 與上一張單曲HOME間隔11個月才發行，是當時B'z間隔最久的一次。
- 首次名偵探柯南的主題曲，也是名偵探柯南主題曲裡單曲銷售量第二高的一張，僅次於倉木麻衣的「Secret of my heart」。
- B'z最後的8cm單曲。
- 從這張單曲開始，稻葉浩志的英文從KOHSHI INABA變成KOSHI INABA。
- 最終銷量約80.4萬張。

## 收錄曲
| 曲序 | 曲目                     | 备注                                                             | 时长 |
| ---- | ------------------------ | ---------------------------------------------------------------- | ---- |
| 1.   | 極限chop（ギリギリchop） | 日本電視台卡通《名侦探柯南》片頭曲・1999年5月3日 - 1999年11月8日 | 4:01 |
| 2.   | ONE                      | 電影《名侦探柯南：世纪末的魔术师》主題曲                         | 4:10 |

## 製作人員
- 松本孝弘：吉他・全曲作曲・編曲
- 稻叶浩志：主唱・全曲作詞
- 黒瀬蛙一：鼓
- 寺沢功一:貝斯（#1）
- 満園庄太郎：貝斯（#2）
- 増田隆宣：アコースティック鋼琴（#2）
- 篠崎STRINGS：ストリングス（#2）
- 池田大介：編曲（#2）

## 收錄專輯
- 《Brotherhood》（#1、Version 51）
- 《THE BEST OF DETECTIVE CONAN 〜名侦探柯南 主题曲曲集〜》（両曲）
- 《The Ballads 〜Love & B'z〜》（#2）
- 《B'z The Best "Pleasure II"》（#1）
- 《THE BEST OF DETECTIVE CONAN 〜The Movie Themes Collection〜》（#2）
- 《B'z The Best "ULTRA Pleasure"》（#1）
- 《B'z The Best "ULTRA Treasure"》（#2）